# Patrick Depailler
Patrick Depailler (n. 9 august 1944, Clermont-Ferrand, Franța – d. 1 august 1980, Hockenheim, Republica Federală Germania) a fost un pilot de Formula 1. De-a lungul carierei a luat startul în 95 de curse dintre care 1 din pole-position. A câștigat 2 curse și a terminat de 19 ori pe podium, acumulând 141 puncte.